# Lãng Sơn
Lãng Sơn is een xã in huyện Yên Dũng, een district in de Vietnamese provincie Bắc Giang.
Lãng Sơn ligt op de noordelijke oever van de Thương.